# 上道スマイルタクシー
上道スマイルタクシー（じょうとうスマイルタクシー）は、岡山市東区にて運行されている予約制乗合タクシー。愛称はぐるりん。

## 概要
- 岡山市東区の城東台・草ヶ部地区では、地域住民の買い物や通院等の日常生活に必要な移動手段を確保することを目的として、上道駅周辺への生活交通を考える会が皿井タクシー本社営業所に委託する形で運行開始した。
- 鉄道路線とは上道駅（山陽本線）で接続している。
- 運賃は1回利用200円となっているが、上道駅周辺への生活交通を考える会が全額を負担しているため、実質無料となっている。
- 月曜日・水曜日・金曜日のみ運行。ただし、祝日の場合は運休。
- 運行は、皿井タクシー本社営業所に委託されている。
- 予約制を採用しており、午前の便は乗車当日の9:00までに、午後の便は乗車当日の12:00までに自動音声ガイダンスによる電話予約が必要。ただし、城東台コースで回送運行となる区間は予約なしで乗車できる。
- トヨタ・ハイエース（10人乗り）を使用している。

## 沿革
- 2020年5月1日 - 試験運行開始。
- 2021年4月1日 - 本格運行開始。

## 路線
城東台コース
- わたなべ生鮮館（城東店） - 上道駅 - 岡山平成薬局（城東台店） - 城東台団地（城東台東 → 城東台南）
  - 午前1便のみ運行。
- わたなべ生鮮館（城東店） - 上道駅 - 岡山平成薬局（城東台店） - 城東台団地（城東台西）
  - 午前1便のみ運行。
- わたなべ生鮮館（城東店） - 上道駅 - 岡山平成薬局（城東台店） - 城東台団地（城東台西 → 城東台東 → 城東台南）
  - 午後1便のみ運行。

草ヶ部コース
- わたなべ生鮮館（城東店） - 上道駅 - 青葉団地 - 草ヶ部
  - 午後1便のみ運行。

## 車両
- トヨタ・ハイエース（10人乗り）を使用している。